# Papillaria bicolor
Papillaria bicolor là một loài Rêu trong họ Meteoriaceae. Loài này được (Reinw. & Hornsch.) A. Jaeger miêu tả khoa học đầu tiên năm 1877.